# Збірний іменник
Збірний або колективний іменник — слово, що позначає групу предметів або осіб, наприклад, команда, рій, череда.
У деяких мовах, наприклад в англійській збірні іменники можуть вживатися як в однині, так і множині. Наприклад, у британській англійській можна сказати
Manchester United was European champion in 1999.
It was the year when Manchester United were playing well.
У першому з цих прикладів, команда Манчестер Юнайтед береться як ціле, тоді як у другому вона розглядається як сукупність гравців, тобто, гравці Ман Ю грали добре.